# 爪哇岛

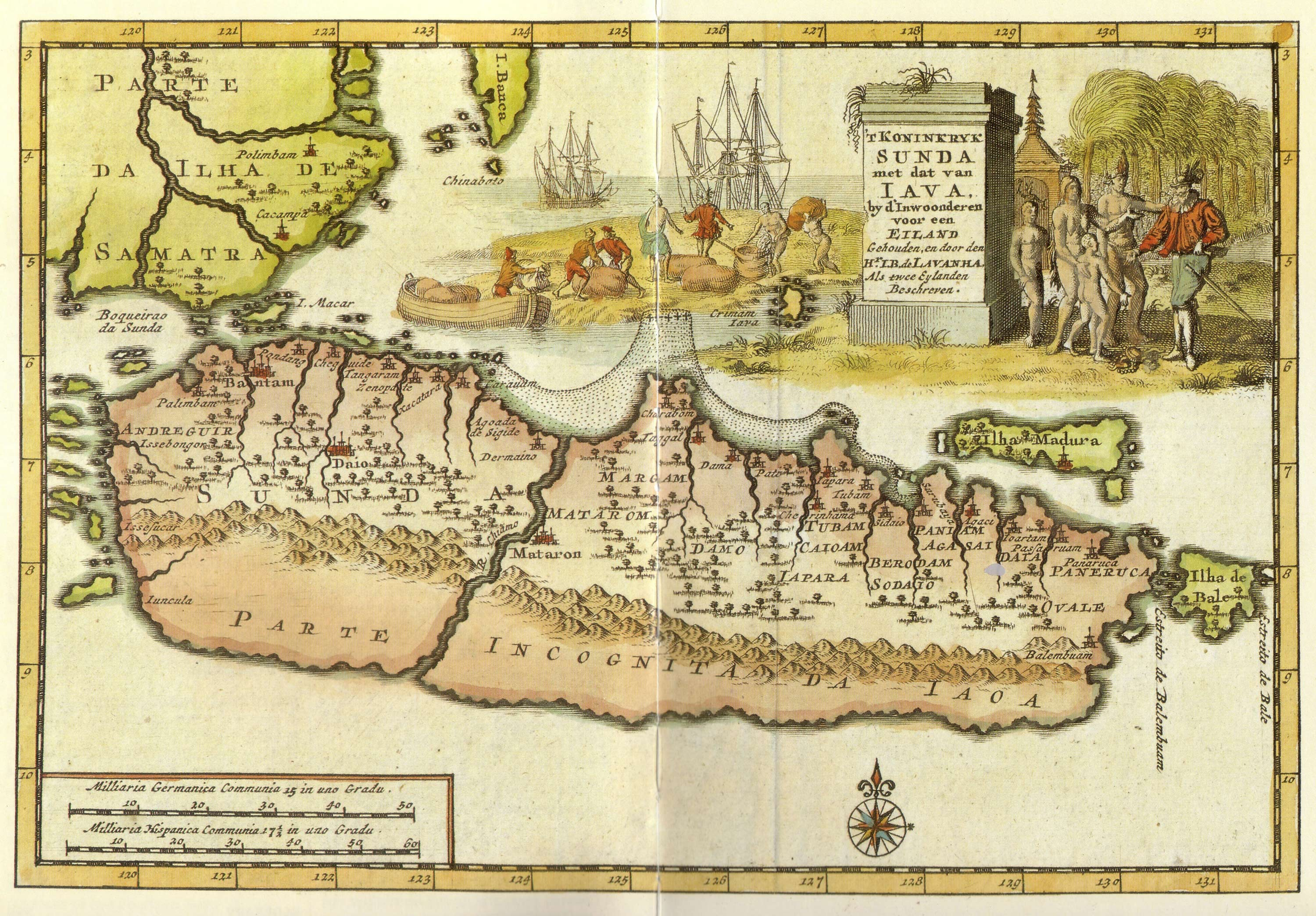
爪哇岛的地图（18世纪初）

爪哇島又称为渣华，位於印度尼西亚，南临印度洋，北面爪哇海。
爪哇岛是印尼的一個大島，全島面積138,800平方公里，面积与英格兰，美国北卡罗来纳州，中国安徽省或俄罗斯鄂木斯克州相当，以面積論是印尼第五大島，但卻是印尼人口最多的島嶼。人口1億4100萬（2015年），行政區人口1億4500萬（包括其附屬島嶼），比日本全國人口多出1700萬，並還在持續上升中，密度則高達每平方公里1,121人，不只是全國人口最多同時更是世界上人口最多的岛屿，也是世界人口密度最高的島嶼之一。印度尼西亚首都雅加达位于爪哇岛西部。
印度尼西亚的大部分历史都发生在爪哇岛。它是强大的印度教 - 佛教帝国，伊斯兰苏丹国以及殖民地荷属东印度群岛的核心中心。爪哇也是20世纪30年代和40年代印尼争取独立斗争的中心。爪哇在政治，经济和文化方面主导着印度尼西亚。印度尼西亚八个联合国教科文组织世界遗产中有四个位于爪哇岛，包括烏戎庫隆國家公園、婆罗浮屠寺庙、普兰巴南寺庙以及桑義蘭早期人類遺址。

## 历史
爪哇岛同时也以爪哇猿人而著名，直立人于约公元前100万年到达爪哇，在爪哇东部的布兰塔斯河附近曾经发现过直立人化石。两百万年之前，在巽他和迪古尔（Digul）高原充沛的降雨，使得大量热带植物生长繁茂，为很多史前文化的出现提供了条件。
爪哇文化、语言，在很大程上受到了南亚次大陆语言文化的影响，很多历史遗迹都证明了这一观点，例如佛教圣殿遗址婆罗浮屠，和布兰班南印度教神庙。
- 2世纪东汉孝顺皇帝永建六年（131年）叶调国派遣使东汉。“叶调”就是古代爪哇岛梵文名Yavadvipa的对音。
- 5世纪东晋义熙八年（412年）高僧法显登陆耶婆提。耶婆提就是Yavadvipa， 就是古代爪哇。
- 东汉到隋朝称为呵罗单。
- 唐朝称为诃陵、阇婆。诃陵国亦称诃陵洲，或误为阿陵、波凌，初兴于中爪哇，另说诃陵位于东爪哇或马来半岛。一说即夏连特拉王朝。该国王族可能是来自南印度羯陵伽的贵族，6世纪初建立，王居。俗信佛教，国中出产玳瑁、黄白金、犀、象等,农业、手工业发达，时称最富。据中国史书记载，674—675年间，国人推女王悉莫登位为王。威令整肃，国势强盛，臣服了中爪哇和东爪哇28个小国。初都扎巴拉城（阇婆城，Japara），后迁都婆露伽斯（今锦石）。8世纪上半叶基本统一了爪哇，并向岛外扩张。先后多次向唐朝朝贡，贡方物五色鹦鹉、频伽鸟等，为海上丝路所经的重要地区。后受室利佛逝所逼，统治中心移往东部，建立马打蓝王国。一般学者认为，此国名源自梵文Kalinga，本指今印度奥里萨（Orissa），后移用于东南亚地区。白居易《送客春游岭南二十韵》：诃陵国分界，交趾郡为邻。[2]
- 宋朝爪哇岛上有三个国家：塔鲁纳国在西部，馬打蘭在中部，諫義里在东部。宋太宗淳化三年（992年）东爪哇国王穆罗茶（Dharmvamca）遣使朝贡。当时穆罗茶王已统一爪哇岛，势力扩展到巴哩岛、渤林邦、并和蘇門答臘岛上的三佛齐国交战。但东爪哇-三佛齐战争结果，东爪哇国兵败，国王穆罗茶（Dharmvamca）被杀。三佛齐势力扩展入爪哇岛。
- 13世纪爪哇岛上信诃沙里国崛起。
- 1290年信诃沙里国王克塔纳伽拉（Kertanagara）将三佛齐逐出爪哇。信诃沙里国王克塔纳伽拉的女婿克塔拉亚萨（Kertarajasa）创立强大的满者伯夷王朝，以满者伯夷城为首都（在今泗水西南）。
- 随后信诃沙里国王克塔纳伽拉被叛将贾亚卡特望（Jayakatwang,）杀害。
- 1292年元世祖至元二十九年，忽必烈派遣一千艘战舰组成的海军，从福建行省泉州渡海，登陆爪哇，联合满者伯夷王克塔拉亚萨攻打信诃沙里国叛将贾亚卡特望，灭信诃沙里国。满者伯夷国王克塔拉亚萨随后反戈，打退元军，统一爪哇。《元史》称满者伯夷为“麻偌巴歇”，是爪哇国的国都。

满者伯夷被称之为最显赫的印度教王国，满者伯夷曾一度统治了今天印度尼西亚西部的大部分地区。满者伯夷这个名字来源于印度教奉为神的满者伯夷桔树。到了16世纪，当穆斯林王国取代满者伯夷在西部岛屿的地位时，满者伯夷王国转移到了东面的巴厘岛。
- 明朝称为爪哇。
- 永乐年间三宝太监郑和下西洋，到过爪哇杜板、新村[需要消歧义]（Geiresik）、苏鲁马益、满者伯夷和漳沽（Changkir）。

在6世纪至7世纪，很多海洋势力王国在苏门答腊和爪哇崛起，控制了马六甲海峡水域。同时，伴随着与中国和印度兴盛的海上贸易往来，这些王国繁荣一时。在此期间，不少来自中国和印度的学者翻译了很多文学和宗教典籍。

### 穆斯林王国
最早的伊斯兰教传教者被称为“九位使节”（Wali Songo），他们其中的几个来自中国，并被认为与当时郑和远洋贸易在马六甲海峡的影响力有很大关系，其中很多传教者的墓葬至今保存完好。伊斯兰教被接受的同时，其教义也被融入了当地人长久以来的一些信仰，所以爪哇岛的伊斯兰教带有明显的本地特色。
到了十六世紀，伊斯蘭教已成為爪哇島的主要宗教。在這個時代，淡目蘇丹國、井裡汶蘇丹國和萬丹蘇丹國崛起。馬打蘭蘇丹國在16世紀末成為爪哇中部和爪哇東部的主要強國。蘇拉巴亞和井裡汶蘇丹國最終被征服，以至於在17世紀，只有馬打蘭蘇丹國和萬丹蘇丹國留下來面對荷蘭人。

### 荷兰殖民统治
“荷兰东印度公司”在巴达维亚（今天的雅加达）建立了“贸易和行政管理总部”。在殖民统治时期，荷兰人将注意力集中在雅加达和其他一些海滨城市，例如三宝垄和泗水。荷兰殖民者还通过一些归顺的本土势力，间接对这个多山的岛屿进行统治，例如爪哇岛中部的馬打蘭王国。
19世纪，荷兰政府从荷兰东印度公司手上接管了东印度群岛，1830年荷兰统治者开始实行所谓“耕种制”（荷兰语：cultuurstelsel en cultuurprocenten）的变相奴役制度，导致了大范围的饥荒和贫困。随即发生了各种政治和社会反抗运动，其中一位名叫Multatuli的荷兰作家写了一本名叫《Max Havelaar》的小说，以抗议当时的社会状况。迫于各种反抗运动此起彼伏，1901年荷蘭國會通過倫理政策（Etnisch beleid），客观上使一部份爪哇人接触到荷兰式教育，在这些人中，出现了很多杰出的印尼民族主义者，并且在二战后的印尼独立运动中起到了重要作用。

## 地理

### 自然

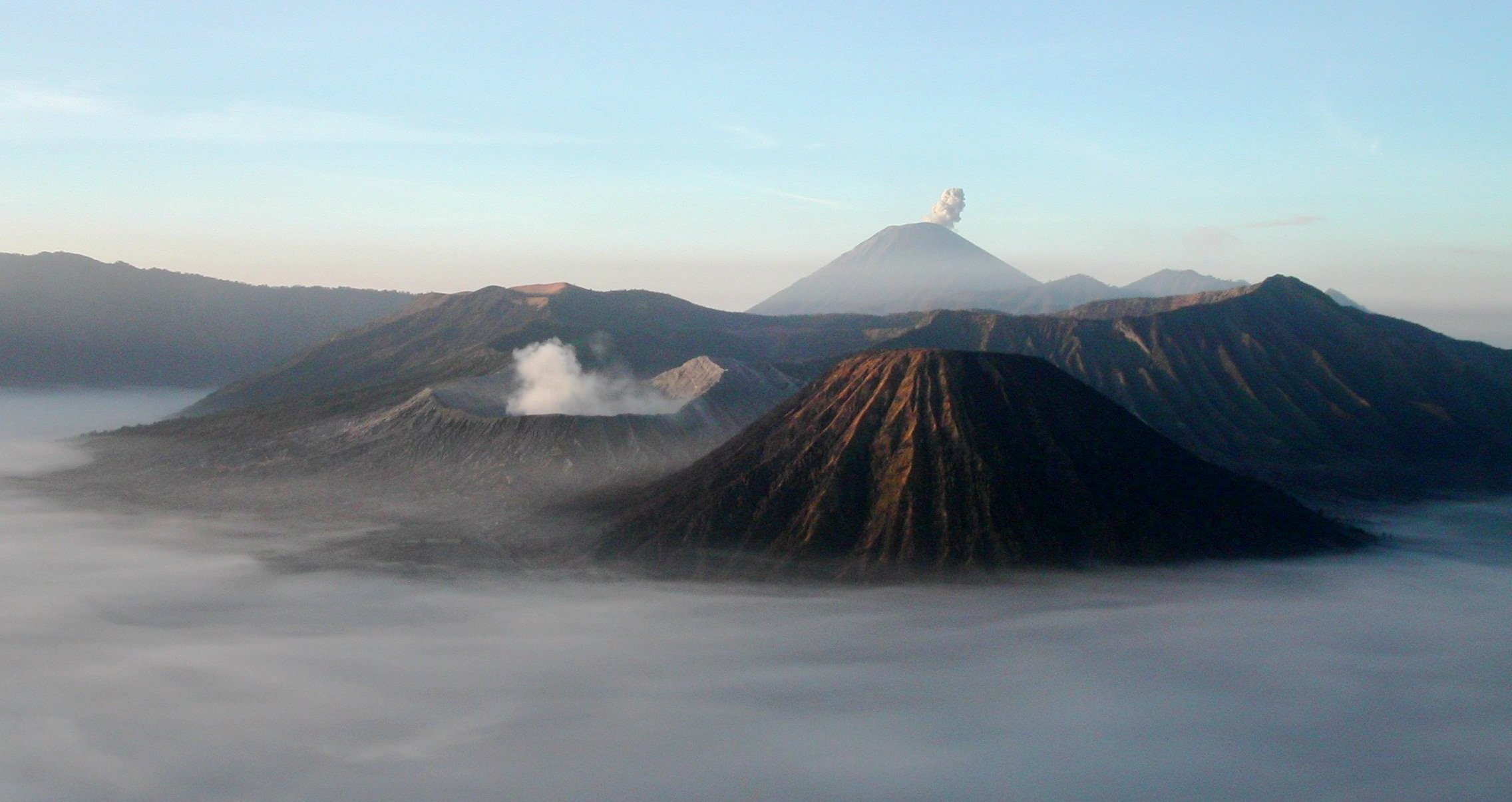
晨曦中的爪哇岛唐格尔山

爪哇岛位于爪哇海南面，北面是加里曼丹岛（婆罗洲），西北面是苏门答腊岛，东面是峇里岛，东北面是苏拉威西岛，南面是圣诞岛（面积很小）。爪哇岛是全球第13大岛，盛产咖啡。
爪哇岛以山地、丘陵为主，火山112座，内活火山35座；最高峰塞梅魯火山，海拔3676米；北部沿海为平原。
爪哇岛基本上是由火山运动形成的，至少38圆锥形山表明它们是或者曾经是活火山。
岛上最长的河流便是梭罗河，全長约540公里，在爪哇的东部与北部。

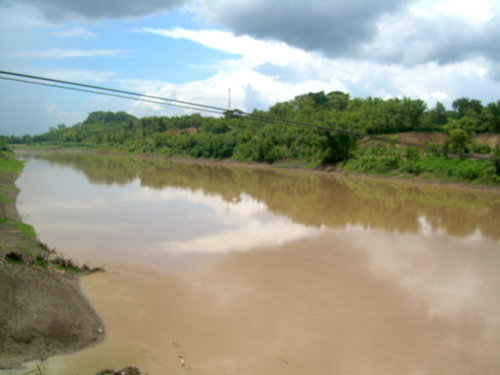
梭羅河

島上也有很多自然生物資源，但人口大量增加使得生態圈的壓力巨大，已經有爪哇虎被證實滅絕，爪哇象與犀牛則是處於極危的狀態，數個國家公園已經被政府所設立，保護當地的生物資源得以世代延續。

### 人文
爪哇岛包括印度尼西亚首都雅加达以及很多著名的旅游景点，其中包括印尼文化中心日惹（或译周贾卡塔），佛教圣殿遗址婆罗浮屠和布兰班南印度教神庙。
爪哇同时也是印尼人口密度最大的岛屿，全国大约60%人口住在该岛。从20世纪70年代开始，为減緩人口壓力，将爪哇岛居民重新安置到其它人口较少的岛屿，印尼政府着手实行“印尼國內移民計畫”，结果遇到不少问题，包括造成了不少族群之间的矛盾，一些原住民与“新定居者”甚至发生了暴力冲突。

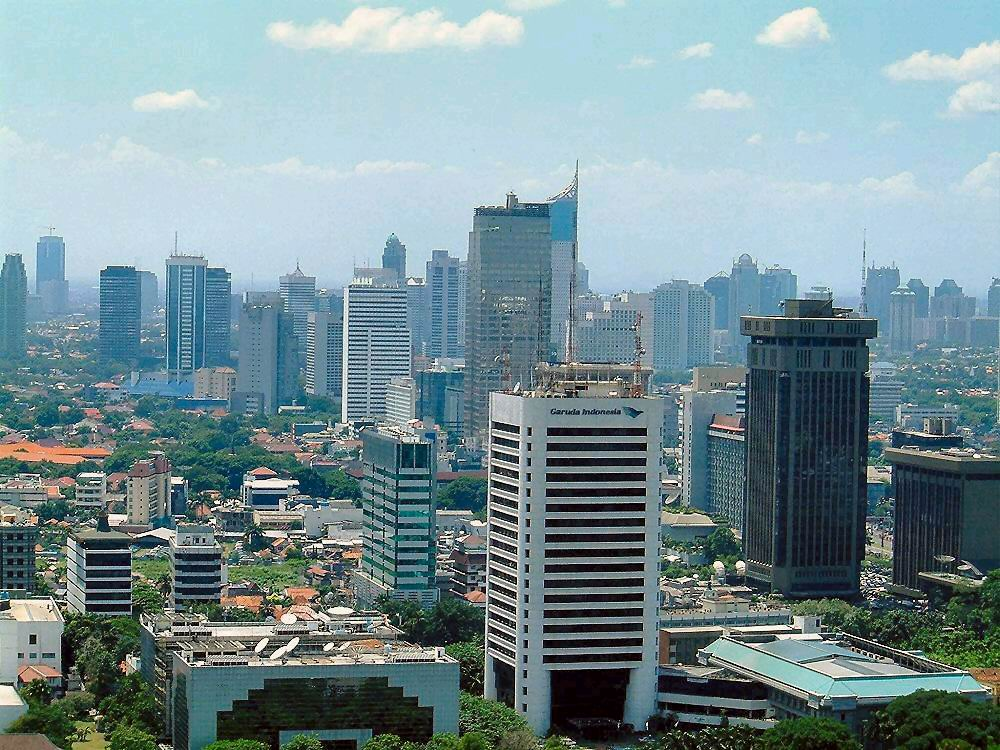
雅加達舊市區一景

## 延伸阅读
[在维基数据编辑]
 《欽定古今圖書集成·方輿彙編·邊裔典·瓜哇部》，出自陈梦雷《古今圖書集成》
 《舊唐書·卷197》，出自刘昫《舊唐書》
 《宋史/卷489》，出自脱脱《宋史》
 《元史/卷210》，出自宋濂《元史》
 《明史卷三百二十四》，出自《明史》
 《明史卷三百二十五》，出自《明史》
 《新元史/卷253》，出自柯劭忞《新元史》

## 外部連結
- 印尼大学 （页面存档备份，存于）（印尼文）（英文）